# Banco de Portugal (Faro)

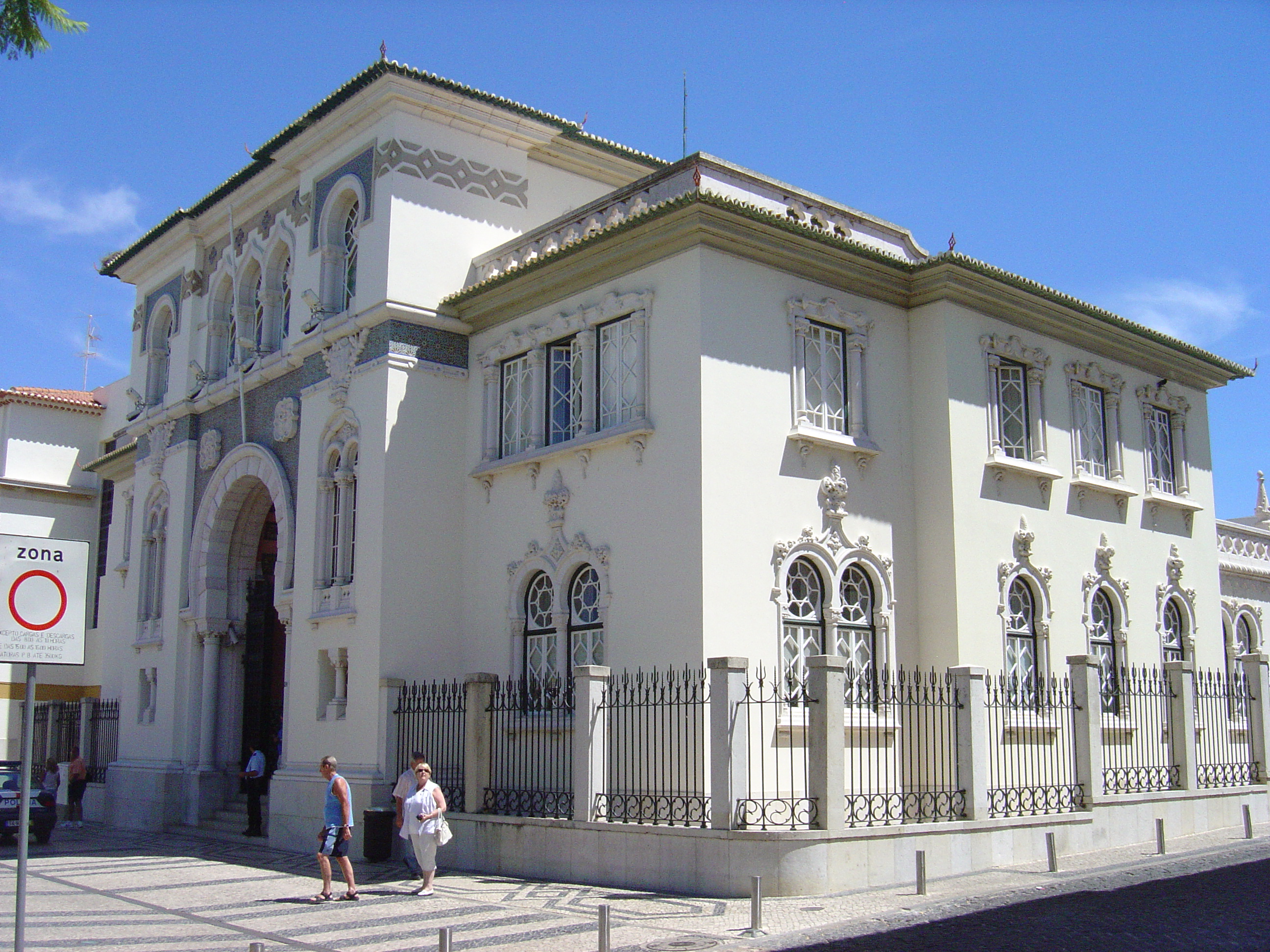
Banco de Portugal, em Faro

O Banco de Portugal é um edifício "notável" da cidade de Faro, situado na Praça D. Francisco Gomes (ou "Jardim"), e nele funciona a delegação de Faro do Banco de Portugal.
Construído em 1926, sob a orientação do arquitecto Adães Bermudes, é um interessante exemplo da Arqutectura Revivalista Neo-Manuelina, com sugestões islamizantes na porta principal.

## Fonte
Lameira, Francisco I. C. Faro Edificações Notáveis. Edição da Câmara Municipal de Faro, 1995.